# Thorkild Gravlund

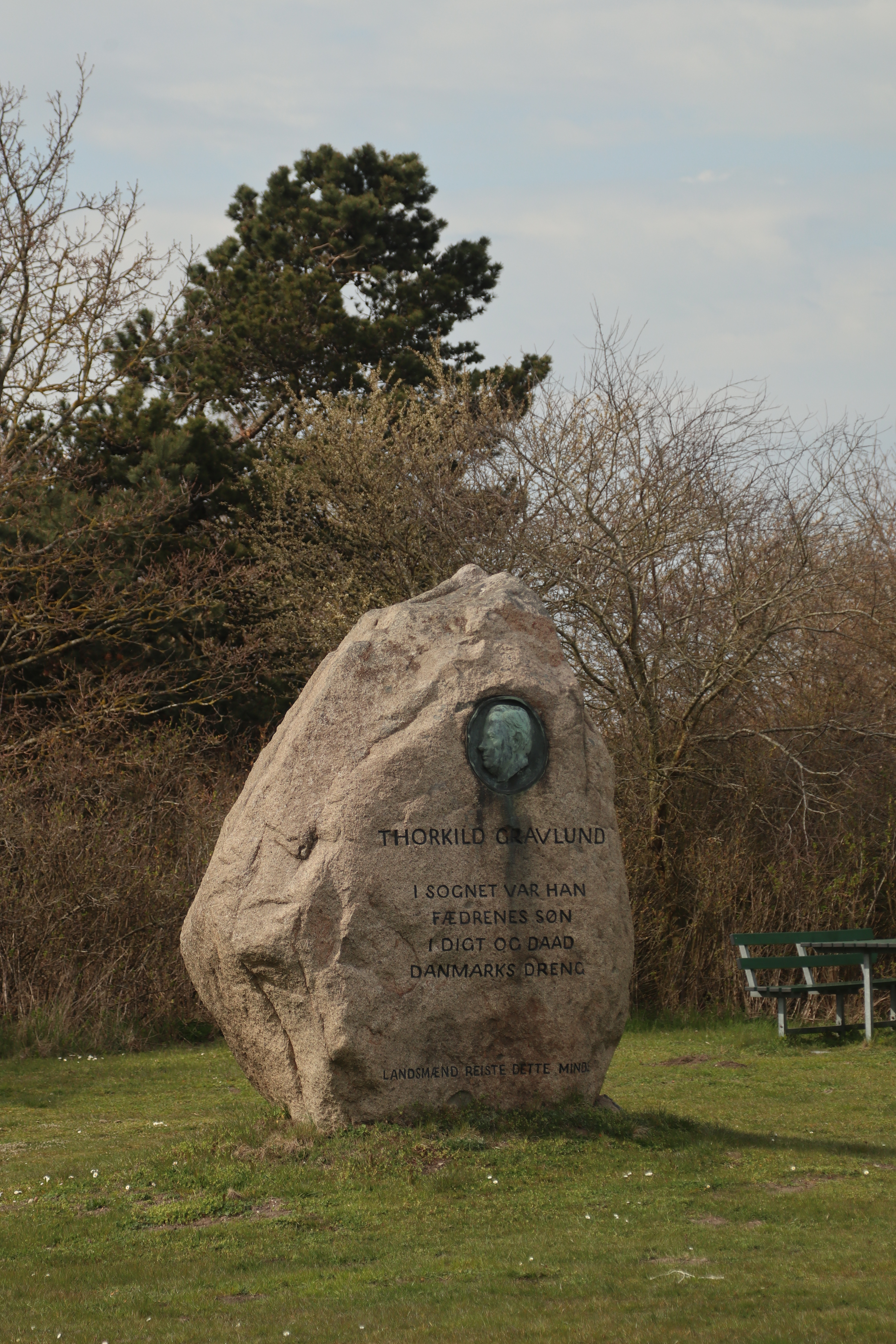
Mindesten ved Reersø

Thorkild Gravlund, född 16 augusti 1879, död 4 december 1939, var en dansk författare.
Gravlund föddes och dog på Reersø, som med sina ålderdomliga traditioner kom att bli grundmotivet i hans omfattande författarskap. Bland hans böcker om seder och tänkesätt i de danska landskapen märks Dansk Folkekarakter (1919) och de rent skönlitterära Øen (1903), I gamle Essinge By (1905), Sognet (1915), Herredet (1919), Voksebro (1923), Vætterne (1926), samt Ransmænd om Samsø (1929). Gravlund var talesman för en ytterligt reaktionär, regionalistisk rörelse. Hans böcker rymmer dock rik kunskap om dansk bondeliv förr i tiden.